# Chris Ramsey (comediante)
Christopher "Chris" Ramsey (South Shields, Tyne y Wear, 3 de agosto de 1986) es un comediante y actor británico.

## Carrera
Ramsey comenzó su carrera en la comedia en 2007 organizando una noche de micrófono abierto en Newcastle upon Tyne. En 2008, fue nominado para el «Chortle Student Comedian of the Year». En 2010, llevó su primera exposición individual, Aggrophobic, al Edinburgh Fringe. Su programa de 2011, Offermation, fue nominado para un Edinburgh Comedy Award. Offermation fue grabado para BBC Radio 4 y transmitido en marzo de 2012. El show de Ramsey en Edimburgo en 2012 fue Feeling Lucky, seguido de una gira nacional.
De octubre de 2012 a diciembre de 2013, interpretó a Jack Pearson en la comedia Hebburn de Jason Cook en BBC Two. El espectáculo se desarrolla en Hebburn, cerca de la ciudad natal de Ramsey, South Shields. Se proyectó para dos series y un especial de Navidad. En 2014, apareció en Live at the Apollo. En 2015, participó en la serie de Channel 4, Time Crashers. En 2016, copresentó I'm A Celebrity: Extra Camp en ITV2 junto a Joe Swash, Vicky Pattison y Stacey Solomon. Fue reemplazado por Joel Dommett en 2017. Reemplazó a Kevin McHale como presentador de Virtually Famous a partir de diciembre de 2016. También presentó su propia serie The Chris Ramsey Show para Comedy Central, a partir de enero de 2017.
Ramsey es un miembro habitual en el Funny Way To Be Comedy Club en Barnard Castle, habiéndose presentado allí en ocho ocasiones.
En mayo de 2017, se confirmó que reemplazaría a Russell Howard como presentador de Stand Up Central, debido a que Howard estaba ocupado con los compromisos de la gira del programa.
En 2019, se anunció que Ramsey participaría en la decimoséptima serie 17 de Strictly Come Dancing, siendo emparejado con la bailarina profesional Karen Hauer.

## Vida personal
Ramsey se casó con la cantante y actriz Rosie Winter en julio de 2014 y tuvieron un hijo, Robin. En 2018, la pareja compartió a través de las redes sociales que Rosie había tenido un aborto espontáneo cuando tenía 12 semanas de embarazo de su segundo hijo. Tuvieron un segundo hijo, Rafe, el 6 de enero de 2021.

## Créditos
- Mock the Week – Panelista invitado
- Live at the Apollo (2014) – Artista invitado
- Hebburn (2012–2013) – Jack Pearson
- Never Mind The Buzzcocks – Panelista invitado, 3 episodios
- Richard Bacon's Beer & Pizza Club (2011) – Invitado, 1 episodio
- Argumental (2011) – Invitado, 1 episodio
- 8 Out of 10 Cats (2011, 2013) – Panelista invitado, 4 episodios
- Celebrity Juice (2011–present) – Panelista invitado, 20 episodios
- Sweat the Small Stuff (2013–2014) – Panelista invitado, 3 episodios
- Celebrity Mastermind (2013) – Concursante, 1 episodio
- 8 Out of 10 Cats Does Countdown (2013) – Panelista invitado, 1 episodio
- Celebrity Squares – Invitado
- A Question of Sport: Super Saturday (2014) – Invitado, 1 episodio
- Virtually Famous (2014–2015) – Panelista invitado, 4 episodios
- The John Bishop Show (2015) – Artista invitado, 1 episodio
- Time Crashers (2015) – Concursante
- Celebrity Benchmark (2015) – Concursante, 5 episodios
- Russell Howard/Chris Ramsey's Stand Up Central (2016, 2017) – Artista invitado, 1 episodio (2016); Presentador (2017)
- It's Not Me, It's You] (2016) – Invitado, 3 episodios
- Prank Pad (2016–presente) – Narrador
- I'm a Celebrity: Extra Camp (2016) – Copresentador
- Virtually Famous (2016–present) – Presentador
- The Chris Ramsey Show (2017–present) – Presentador
- Richard Osman's House of Games (2017) – Concursante
- The Chase: Celebrity Specials (2017) – Concursante
- Strictly Come Dancing (2019) - Concursante

### Giras
- Offermation (2011)
- Feeling Lucky (2012)
- The Most Dangerous Man on Saturday Morning Television (2014)
- All Growed Up (2015–2016)
- Is That Chris Ramsey? (2017–18)
- The Just Happy to Get Out of the House Tour (2018–19)
- Chris Ramsey: 20/20 (2020)